# Hasegawa Yoshioki

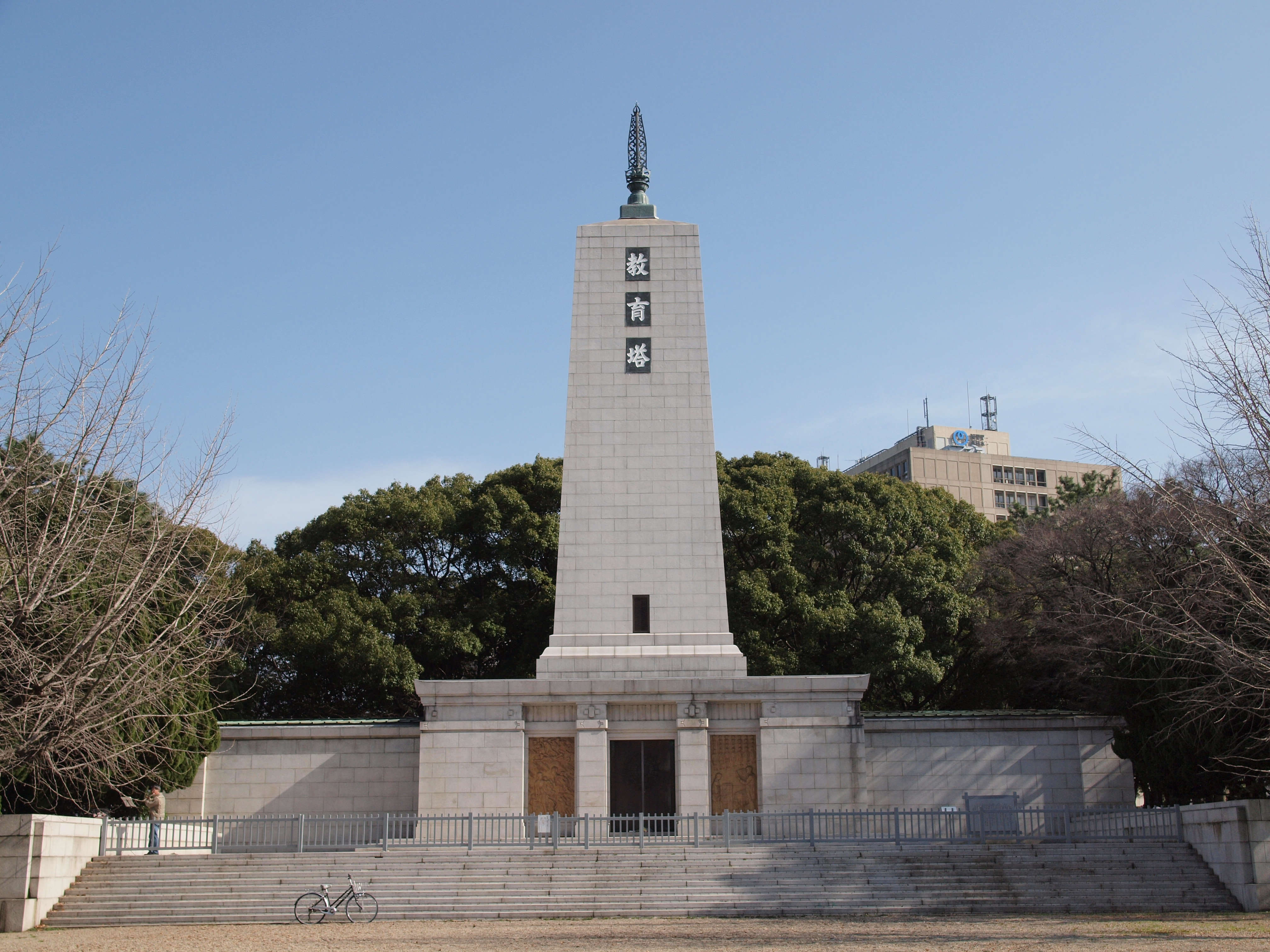
„Kyōiku-tō“, Osaka

Hasegawa Yoshioki (japanisch 長谷川 義起, eigentlich Hasegawa Katsuyuki (長谷川 勝之); * 3. März 1892 in der Präfektur Toyama; † 20. Februar 1974) war ein japanischer Bildhauer der Taishō- und Shōwa-Zeit.

## Leben und Werk
Hasegawa Yoshioki erwarb 1915 seinen Abschluss an der Abteilung für Bildhauerei der „Tōkyō Bijutsu Gakkō“ (東京美術学校), der Vorläufereinrichtung der heutigen Tōkyō Geijutsu Daigaku. Seine Skulptur (霊光 Reikō) wurde für die 2. Teiten-Ausstellung 1920 angenommen. Auf der 12. Teiten-Ausstellung wurde sein Werk „Diskus“ (円盤 Emban) lobend erwähnt, so dass er von da an juryfrei ausstellen konnte. 1932 beteiligte er sich am Kunstwettbewerb während der Olympischen Spiele in Los Angeles mit der Skulptur „Diskuswurf“ (円盤投げ Emban nage), 1936 nahm er an dem Kunstwettbewerb anlässlich der Olympischen Spiele in Berlin teil. Die eingereichten Skulpturen „Wrestling Techniques of Champions“, „Ringe, Nationalsport“, „Golf, Bobby Jones Treib-Schlag“ und „Ringen – fertig!“ wurden nicht prämiert, immerhin erhielt „Wrestling Techniques of Champions“ eine lobende Erwähnung. Athleten und Sportler in Bewegung waren und blieben seine zentralen Themen.
Nach dem Pazifikkrieg wurde er Juror der nun Nitten genannten Ausstellungs-Reihe, Vorstandsmitglied des „Nihon Chōko-Club“ (日本彫塑クラブ), Vorsitzender der „Nihon Yōchō-kai“ (日本陶彫会) und Vorstandsmitglied des „Hokuyō Bijutsu-kai“ (北陽美術会).
Von Hasegawas Werken sind weiter zu erwähnen: seine preisgekrönte, bildhauerische Außengestaltung „Hell-Dunkel“ (明暗 Mei-an) des Mahnmals zum Gedenken an den Muroto-Taifun (室戸台風) 1934 A 1, „Vier“ (四ツ) A 2 und „Ryōgamae“ (両構) A 3 mit dem Ringer Taihō (大鵬像). 1974 wurde er kurz vor seinem Tode mit der „Konjuhō-Medaille“ (紺綬褒章) A 4 ausgezeichnet.